# Ermita de Santa Bárbara (Viver)
La ermita de Santa Bárbara, localizada en la calle del Castillo, en Viver, en la comarca del Alto Palancia, es un antiguo lugar de culto, actualmente en desuso para actos religiosos, catalogado, de manera genérica Bien de Relevancia Local, según la Disposición Adicional Quinta de la Ley 5/2007, de 9 de febrero, de la Generalitat, de modificación de la Ley 4/1998, de 11 de junio, del Patrimonio Cultural Valenciano (DOCV Núm. 5.449 / 13/02/2007), con cóigo: 12.07.140-005.

## Descripción
Por la inscripción de una lápida, que se halla en la fachada lateral de la ermita, se sabe que fue fundada en 1606, por el presbítero, natural de Viver, Antonio Barrachina.
En un primer momento la ermita era de mayores dimensiones, pero como consecuencia de la ampliación de la calle se perdió el primer tramo, el que se situaba a los pies del templo, de manera que la portada manierista, con arco de medio punto, hornacina y óculo superior, aparece actualmente en un lateral del edificio.
Los materiales de construcción utilizados son sencillos, mampostería irregular con sillares reforzando las esquinas y vanos.
De propiedad municipal, es utilizado en la actualidad para actos culturales, entre los que destacan las clases de música.
El edificio es de planta rectangular, con cubierta exterior a dos aguas rematada con tejas, no presentando ni campanario, ni espadaña.
En la parte que corresponde interiormente al lado de la epístola es donde inicialmente tenía la puerta de acceso al lugar de culto, que ahora ha quedado transformada en un ventanal, al procederse a cegar el tercio inferior de la antigua puerta. Es por ello que el acceso al templo se hace por una puerta, moderna, con dintel, situada en la calle del Castillo.
Interiormente presentaba nave única de tres crujías, pero, como ya se ha comentado anteriormente, se redujo posteriormente a tan solo dos tramos. De estos, uno de ellos presenta techumbre, de madera, a dos aguas, mientras que el tramo de la capilla mayor tiene cubierta de bóveda de cañón, apoyada en pilastras. Por lo demás no presenta ornamentación interior destacable.
Se cree que la estructura de la ermita fue modificada, aunque no se sabe a ciencia cierta cuándo exactamente, pero sí se sabe que fue modificada antes de la Guerra Civil Española, ya que en los planos del Instituto de Regiones Devastadas queda claro que el edificio no sufrió daños durante la contienda.